# Tropidodryas
Tropidodryas is een geslacht van slangen uit de familie toornslangachtigen (Colubridae) en de onderfamilie Dipsadinae.

## Naam en indeling
Er zijn twee verschillende soorten, de wetenschappelijke naam van de groep werd voor het eerst voorgesteld door Leopold Fitzinger in 1843. De slangen werden eerder aan andere geslachten toegekend, zoals Philodryas.

### Soorten
Het geslacht omvat de volgende soorten, met de auteur en het verspreidingsgebied.
| Naam                     | Auteur         | Verspreidingsgebied                                                                          | Beschermingsstatus |
| ------------------------ | -------------- | -------------------------------------------------------------------------------------------- | ------------------ |
| Tropidodryas serra       | Schlegel, 1837 | Brazilië (Bahia, Espírito Santo, Rio de Janeiro)                                             |                    |
| Tropidodryas striaticeps | Cope, 1870     | Brazilië (Rio Grande do Sul, Santa Catarina, São Paulo, Minas Gerais, Espírito Santo, Bahia) |                    |

## Verspreiding en habitat
Beide soorten komen voor in delen van Zuid-Amerika en leven endemisch in Brazilië. De slangen zijn hier aangetroffen in de deelstaten Rio Grande do Sul, Santa Catarina, São Paulo, Minas Gerais, Espírito Santo, Bahia en Rio de Janeiro. De habitat bestaat uit vochtige tropische en subtropische laaglandbossen.

## Beschermingsstatus
Door de internationale natuurbeschermingsorganisatie IUCN is aan beide soorten een beschermingsstatus toegewezen. De slangen worden beschouwd als 'veilig' (Least Concern of LC).